# Naukowa Nagroda Młodych PTA im. Profesora Michała Bokińca
Naukowa Nagroda Młodych PTA im. Profesora Michała Bokińca – nagroda przyznawana przez Polskie Towarzystwo Andrologiczne (PTA), stowarzyszenie istniejące od 1993.  Przyznawana jest za pracę naukową z dziedziny andrologii, opublikowaną w roku poprzedzającym przyznanie nagrody, dla naukowców nie przekraczających 35 roku życia.
Polskie środowisko andrologiczne jest dość wąskie i zróżnicowane pod względem zawodowym, obejmuje zarówno naukowców, jak i praktyków (diagnostów i klinicystów). PTA stawia sobie za cel wzmocnienie pozycji naukowej tej dyscypliny i pozyskanie młodych, utalentowanych naukowców. W założeniach realizuje to przez integrację, motywowanie do kwalifikowanej pracy naukowej i promocję andrologii jako dyscypliny naukowej wśród badaczy, rozpoczynających karierę naukową.
Patron nagrody prof. Michał Bokiniec był jednym z twórców i promotorów andrologii klinicznej w Polsce, organizatorem i pierwszym kierownikiem Kliniki Rozrodczości i Andrologii Akademii Medycznej w Lublinie oraz Członkiem Honorowym Polskiego Towarzystwa Andrologicznego.

## Laureaci
| Rok  | Laureat                       | Nagrodzona praca |
| ---- | ----------------------------- | --- |
| 2006 | dr n. med. Paweł Jóźków       | Hormonal markers of aging in men with laryngeal carcinoma. Head & Neck 2005; 27: 243-247 |
| 2007 | dr hab. n. med. Ewa Jankowska | Anabolic deficiency in men with chronic heart failure: prevalence and detrimental impact on survival. Circulation 2006; 114(17): 1829-1837 |
| 2008 | dr n. biol. Ilona Kopera      | Morphofunctional alterations in testicular cells of deslorelin-treated boars: an immunohistochemical study. Journal of Experimental Zoology 2007; 309A: 117-126                                                                                         |
| 2009 | dr n. med. Anna Gumińska      | Features of impaired seminiferous tubule differentiation are associated with germ cell neoplasia in adult men surgically treated in childhood because of cryptorchidism. Folia Histochemica et Cytobiologica 2008; 45, supl. 1: 163-168                 |
| 2010 | dr hab. n. med. Ewa Jankowska | Circulating estradiol and mortality in men with systolic chronic heart failure. JAMA 2009; 301(18): 1892-1901 |
| 2011 | -                             | - |
| 2012 | dr n. biol. Anna Hejmej       | Are expression and localization of tight and adherens junction proteins in testes of adult boar affected by fetal and neonatal exposure to flutamide? Int J Androl 2012; 35(3): 340-352 (Epub 2011)                                                     |
| 2013 | dr n. biol. Marta Zarzycka    | Administration of flutamide alters sperm ultrastructure, sperm plasma membrane integrity and its stability, and sperm mitochondrial oxidative capability in the boar: in vivo and in vitro approach. Reproduction in Domestic Animals 2012; 47: 635-643 |
| 2014 | dr n. biol. Anna Hejmej       | Androgen signaling disruption during fetal and postnatal development affects androgen receptor and connexin 43 expression and distribution in adult boar prostate. Biomedical Research International 2013, Article ID 407678                            |
| 2015 | mgr biol. Ewelina Górowska    | Postnatal exposure to flutamide affects CDH1 and CTNNB1 gene expression in adult pig epididymis and prostate and alters metabolism of testosterone. Andrology 2014; 2(2): 186-197                                                                       |
| 2016 | dr n. med. Marta Olszewska    | Genetic dosage and position effect of small supernumerary marker chromosome (sSMC) in human sperm nuclei in infertile male patient. Scientific Reports 2015; 5:17408                                                                                    |